# Clidemia garciabarrigae
Clidemia garciabarrigae är en tvåhjärtbladig växtart som beskrevs av John Julius Wurdack. Clidemia garciabarrigae ingår i släktet Clidemia och familjen Melastomataceae.
Artens utbredningsområde är Colombia. Inga underarter finns listade i Catalogue of Life.